# Leopold Anton Joseph Schlick zu Bassano und Weiskirchen
Leopold Anton Joseph Schlick zu Bassano und Weiskirchen (ur. 10 lipca 1663, zm. 10 kwietnia 1723 w Pradze) – austriacki wojskowy i dyplomata.

## Życiorys
W latach 1701–1702 w misjach dyplomatycznych odwiedzał Moguncję, Bawarię, Düsseldorf, Trewir i Hagę. Od 20 czerwca 1692 General-Wachtmeister. Od 2 maja 1704 generał kawalerii, a 15 czerwca 1707 marszałek polny.
Od 1708 generalny komisarz wojny (General-Kriegskommissar). Od 18 grudnia 1711 do 22 grudnia 1712 kanclerz Czech. W 1721 odznaczony Orderem Złotego Runa.